# Ban Bí thư Ban Chấp hành Trung ương Đảng Cộng sản toàn Liên bang khóa XVIII (1939–1952)
Ban Bí thư Ban Chấp hành Trung ương Đảng Cộng sản toàn Liên bang khóa XVIII (1939–1952) được bầu tại Hội nghị Trung ương lần thứ nhất của Ban chấp hành Trung ương Đảng Cộng sản toàn Liên bang (Bolsheviks) khóa XVII được tổ chức ngày 22/4/1939.

## Ủy viên
| Tên (sinh–mất)                      | Bắt đầu    | Kết thúc   | Thời gian        | Ghi chú                                                                 |
| ----------------------------------- | ---------- | ---------- | ---------------- | ----------------------------------------------------------------------- |
| Joseph Stalin (1878–1953)           | 22/4/1939  | 14/10/1952 | 13 năm, 175 ngày | —                                                                       |
| Andrey Andreyev (1895–1971)         | 22/4/1939  | 18/3/1946  | 6 năm, 330 ngày  | —                                                                       |
| Alexey Kuznetsov (1905–1950)        | 18/3/1946  | 28/1/1949  | 9 năm, 281 ngày  | Cắt chức để phân bổ lại.                                                |
| Andrei Zhdanov (1896–1948)          | 22/4/1939  | 31/8/1948  | 9 năm, 131 ngày  | Bí thư thứ 2 Ban Bí thư (1946-1948) Mất khi đang tại nhiệm.             |
| Georgy Malenkov (1902–1988)         | 22/4/1939  | 6/5/1946   | 7 năm, 14 ngày   | Bí thư thứ 2 Ban Bí thư (1945-1946) Miễn nhiệm theo chỉ thị của Stalin. |
| Georgy Malenkov (1902–1988)         | 1/7/1948   | 14/10/1952 | 4 năm, 105 ngày  | Bầu bổ sung theo đề xuất của Stalin.                                    |
| Nikita Khrushchev (1894–1971)       | 16/12/1949 | 14/10/1952 | 13 năm, 175 ngày | —                                                                       |
| Nikolay Patolichev (1908–1989)      | 5/6/1946   | 24/5/1947  | 2 năm, 87 ngày   | —                                                                       |
| Panteleimon Ponomarenko (1902–1984) | 1/7/1948   | 14/10/1952 | 4 năm, 105 ngày  | —                                                                       |
| Georgy Popov (1906–1968)            | 18/3/1946  | 16/12/1949 | 10 năm, 238 ngày | —                                                                       |
| Alexander Shcherbakov (1901–1945)   | 5/5/1941   | 10/5/1945  | 6 năm, 18 ngày   | Bầu tại Hội nghị lần thứ 6, và mất khi đang tại nhiệm.                  |
| Mikhail Suslov (1902–1982)          | 24/5/1947  | 14/10/1952 | 5 năm, 112 ngày  | —                                                                       |